# 鐵蛋

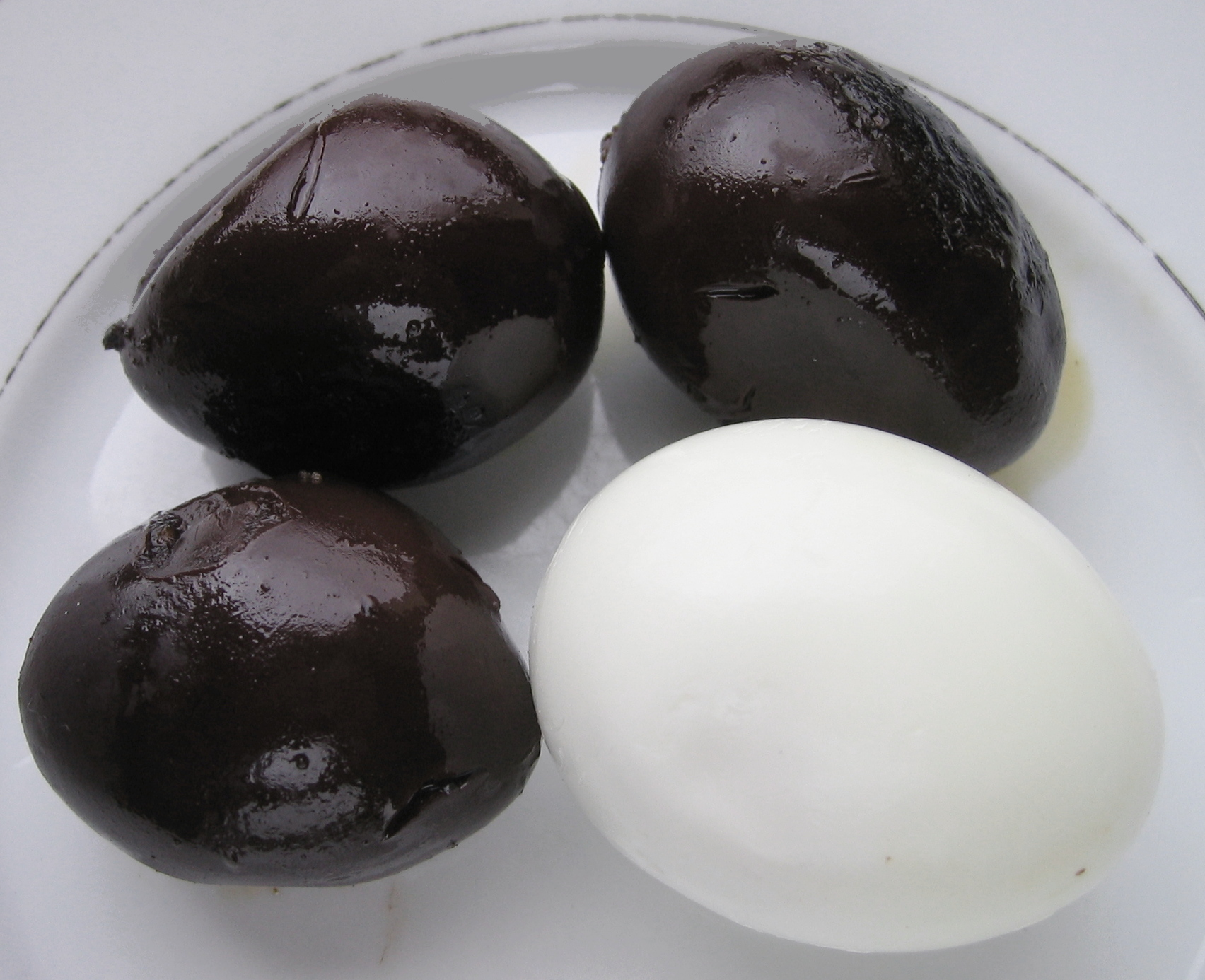
鐵蛋。鶏卵のゆで卵は比較用。

鐵蛋（ティエダン、拼音: tiědàn、英: iron egg）は卵を材料とする台湾料理。名は「鉄の卵」を意味する。発祥の地である新北市淡水区の名物とされる。
鐵蛋を作り出したとされている黃張哖は、海に面した淡水の町で港湾労働者を相手に軽食屋を営んでいた。ある雨の日、黄の店では醤油味の煮卵（滷蛋）がなかなか売れず、何度も温め直さなければならなかった。汁から上げて乾いた卵を煮直すことを繰り返すうち、卵は縮んで黒くなり、味が深くなり噛み応えが出てきた。この卵は地元民から非常な好評を得た。黄はやがて店を開き、この食品に阿婆鐵蛋（おばあちゃんの鉄卵）と名付けて売り出した。よく混同される皮蛋とは異なり、アヒルの卵ではなくニワトリ、ハト、ウズラの卵で作られる。鐵蛋の人気は台北市を越え、アフリカや中東など台湾以外でも見られるようになった。
ゆで卵を香辛料とともに煮込んでは風で乾かすことを1週間にわたって繰り返し、小さく縮まったものが鐵蛋である。完成したものは「オリーブの様につやつやと黒く」、噛み切れないほど固く、通常のゆで卵よりも味が深い。その味は「甘さがあってスパイスが香り、わずかな塩気もあり、卵のうま味が濃縮されていて…酒のつまみに最適」と評される。メーカーによって唐辛子入り、ニンニク入りなど多くのフレーバーがある。